# Алатирська провінція
Алатирська провінція - одна з провінцій Московського царства й з 1721 року Російської імперії. Центр - місто Алатир. 
Алатирська провінція була утворена в складі Нижньогородської губернії за наказом Петра I «Про устрій губерній і про визначення в них правителів» в 1719 році. До складу провінції були включені міста Алатир, Курмиш і Ядрин. По ревізії 1710 року в провінції налічувалося 11 тисяч селянських і 4 тисяч ясачних дворів. 
У листопаді 1775 року поділ губерній на провінції було скасовано. 